# 마르지비주

마르지비주

마르지비주(영어: Margibi County)는 라이베리아 중북부에 위치한 주로 주도는 카카타이며 면적은 2,616km2, 인구는 199,689명(2008년 인구 조사 기준), 인구 밀도는 76.3명/km2이다. 서쪽으로는 몽세라도주, 동쪽으로는 그랜드바사주, 북쪽으로는 봉주와 접하며 남쪽으로는 대서양과 접한다. 4개 구를 관할한다.